# El Hornillo
El Hornillo – gmina w Hiszpanii, w prowincji Ávila, w Kastylii i León, o powierzchni 23,27 km². W 2011 roku gmina liczyła 342 mieszkańców.